# Madelyn Davidson
Madelyn Davidson auch Madeline Davidson (* 26. August 1913 in Websterville, Vermont; † 4. Februar 1998 in Morristown, Vermont) war eine US-amerikanische Politikerin, die von 1968 bis 1969 nach dem Tode von Peter J. Hincks State Treasurer von Vermont war.

## Leben
Madelyn Helen Davidson wurde als Tochter von Rose Helen Olson Suitor und George Suitor in Websterville geboren. Davidson wuchs in Barre auf und besuchte dort die öffentlichen Schulen. Nach ihrem Schulabschluss an der Spalding High School in Barre besuchte sie das Simmons College in Boston, welches sie jedoch aufgrund von wirtschaftlichen Nöten ohne Abschluss beendete. Sie bekam bei Mary Jean Simpson eine Anstellung bei der Vermont Emergency Relief Administration. Später war Davidson Vizepräsidentin der Montpellier National Bank.
Als Mitglied der Demokratischen Partei kandidierte sie im Jahr 1962 erfolglos um das Amt des Vermont Secretary of State. Nach dem plötzlichen Tod des Vermont State Treasurers Peter J. Hincks wurde sie von Gouverneur Philip H. Hoff zur Treasurer ernannt, um die Vakanz zu füllen. Sie war die erste Frau in Vermont in diesem Amt. Bei der Wahl im Jahr 1968 kandidierte sie zum Vermont State Treasurer, unterlag jedoch Frank H. Davis.
Sie war Mitglied und Schriftführerin des Justizausschusses und des Beirates für Arbeitssicherheit. Sie gehörte zehn Jahre dem Vermont State Democratic Committee an, davon acht Jahre als Treasurer. Sie war Treasurer des Board of Directors der Greater Vermont Association und des Central Vermont Community Action Councils. Sie war die erste Frau, die Präsidentin der Handelskammer von Montpellier war und war Mitglied des National Advisory Council of the Small Business Administration (SBA) und des Vermont SBA Advisory Councils.
Madelyn Davidson heiratete am 31. Dezember 1931 Theodore Davidson. Sie hatte eine Tochter. Davidson starb am 4. Februar 1998 in Morristown; ihr Grab befindet sich auf dem Wilson Cemetery in Barre.